# Euodynerus stigma
Euodynerus stigma är en stekelart som först beskrevs av Henri Saussure.  Euodynerus stigma ingår i släktet kamgetingar, och familjen Eumenidae. Inga underarter finns listade i Catalogue of Life.